# Uyoku dantai

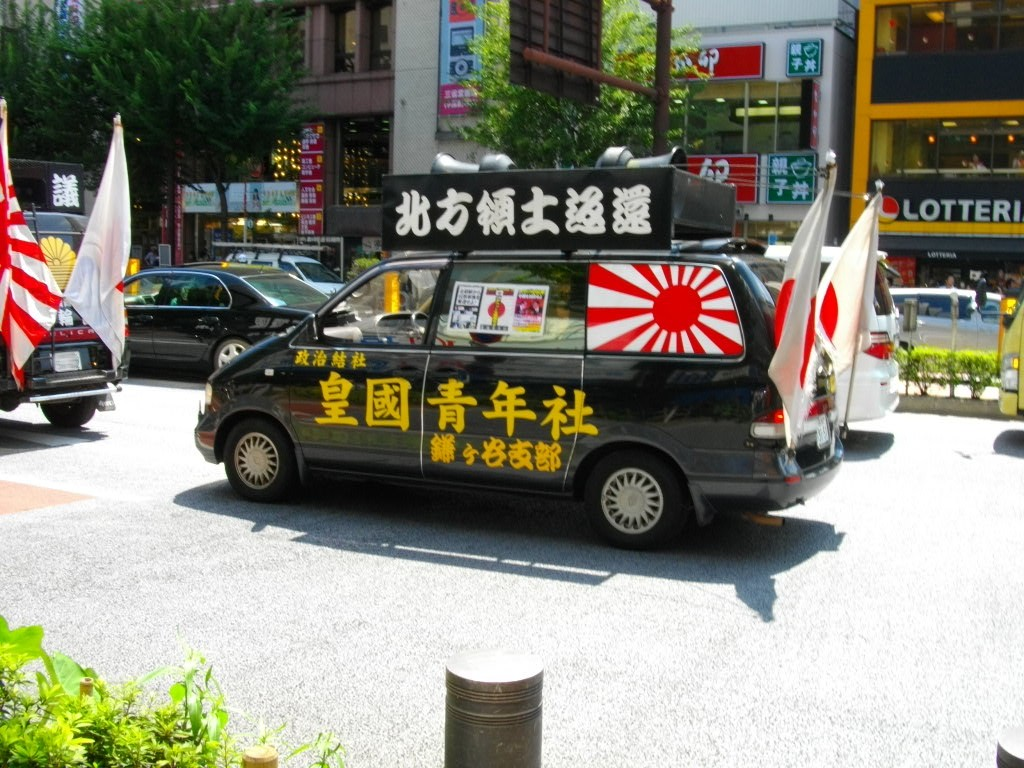
Uyoku dantai

Gli Uyoku dantai (右翼団体? lett. "gruppi di destra") sono gruppi nazionalisti giapponesi di estrema destra. L'agenzia nazionale di polizia stima che ci sono più di mille gruppi di estrema destra in Giappone, con circa centomila membri in totale.

## Ideologia
I gruppi riconducibili all'Uyoku dantai si ispirano ai valori del fascismo giapponese, all'esaltazione del concetto di kokutai e alla ferrea opposizione contro il comunismo. I loro membri sono spesso riconoscibili perché avvezzi a fare propaganda per le città giapponesi avvalendosi dell'uso di furgoni dotati di altoparlanti e addobbati con la bandiera del Giappone in bella vista. Spesso sfilano sulle note del Kimi ga yo o delle musiche militari imperiali. Inscenano sovente proteste presso le ambasciate di Cina, Russia e Corea del Nord. Le frange più estremiste arrivano perfino a negare l'avvenimento dei crimini di guerra giapponesi, in particolar modo del massacro di Nanchino. Gli Uyoku dantai sono tra i principali fautori del razzismo in Giappone, specie nei confronti degli zainichi, i cittadini di origine coreana. Apparteneva a tali gruppi della destra radicale Otoya Yamaguchi, giovane studente che nel 1960, a colpi di arma bianca, uccise Inejirō Asanuma, presidente del Partito Socialista Giapponese.
Gli estremisti della destra nipponica si pongono l'obiettivo di riformare la costituzione giapponese per ripristinare l'esercito e il potere assoluto dell'imperatore, oggi considerato capo di stato solo a titolo formale e cerimoniale, poiché privato di significativa autorità politica. Inoltre, tali gruppi affermano la piena autorità del Trono del Crisantemo sui territori contesi, come Isole Senkaku e Curili.